# Guillaume Bigourdan
| (390) Alma | 24 de marzo de 1894 |

Guillaume Bigourdan (Sistels, Tarn-et-Garonne, 6 de abril de 1851-París, 28 de febrero de 1932) fue un astrónomo francés especializado en la observación de las nebulosas. 

## Semblanza
En la escuela de Sistels, el profesor y cura del pueblo reparó en su inteligencia, y se le transfirió con una beca a una escuela privada en la cercana ciudad de Valence d’Agen, en donde en 1870 completó su bachillerato. 
Prosiguió sus estudios en la Universidad de Toulouse, en donde obtuvo licenciaturas en Física y Matemáticas. En 1877 fue propuesto por Félix Tisserand como astrónomo ayudante en el Observatorio de Toulouse y en 1879 siguió a Tisserand al Observatorio de París, en donde más tarde llegaría ser astrónomo titular.
Dedicó muchos años a la verificación de las posiciones de 6380 nebulosas. Esperaba establecer la base de futuros estudios del movimiento propio de las nebulosas; algo que resultaría ser en vano, dado que las nebulosas distantes no pueden mostrar ningún movimiento propio. Sin embargo, descubriría 500 nuevos objetos, entre ellos el asteroide (390) Alma.
En 1902 participó en el intento de redeterminar con mayor precisión la diferencia de longitud entre Londres y París. Llegó a ser miembro del Bureau des Longitudes en 1903, y miembro de la Academia Francesa de Ciencias en 1904.
Describió un método para el ajuste o alineación de telescopios de montura ecuatorial, que se conoce como el método de Bigourdan.
Se casó con una hija de Amédée Mouchez, y fue director de la Oficina Internacional de la Hora entre 1919 y 1928.

## Reconocimientos
Bigourdan ganó el Premio Lalande de la Academia de Ciencias de Francia en 1883 y en 1891, el Premio Valz de la misma institución en 1886 y la Medalla de Oro de la Royal Astronomical Society en 1919.